# Linha de contato do Alto Carabaque
A linha de contato do Alto Carabaque ou linha de contacto do Alto Carabaque (em armênio/arménio:  շփման գիծ, shp’man gits, em azeri:  təmas xətti) é a área militarizada que separa as forças armênias (nomeadamente o Exército de Defesa da República de Artsaque) e as Forças Armadas do Azerbaijão desde o cessar-fogo de maio de 1994, que encerrou a Guerra do Alto Carabaque (1988-1994).  Foi descrita como "fortificada pesadamente", "uma terra de ninguém pesadamente minada", e uma "zona tampão de trincheiras."  De acordo com o jornalista britânico Thomas de Waal, que fez a cobertura do conflito, é a "zona mais intensamente militarizada na Europa" e uma das três zonas mais militarizadas do mundo (juntamente com a Caxemira e a Coreia do Norte). De Waal descreveu-a como "uma cicatriz temível no mapa, com mais de 200 km de comprimento, com trincheiras ao estilo da Primeira Guerra Mundial em ambos os lados, repletas de armamento pesado".  Gerard Toal e John O'Loughlin escreveram no The Washington Post que a linha de contato "apresenta trincheiras ao estilo da Primeira Guerra Mundial em ambos os lados, em alguns lugares três fileiras profundas." 
Têm ocorrido violações pontuais do cessar-fogo, geralmente caracterizadas por combates de baixa intensidade. Os mais mortíferos ocorreram em abril de 2016.